# Beauprea gracilis
Beauprea gracilis är en tvåhjärtbladig växtart som beskrevs av Brongn.& Gris. Beauprea gracilis ingår i släktet Beauprea och familjen Proteaceae. Inga underarter finns listade i Catalogue of Life.